# 1915 في البرازيل
فيما يلي قوائم الأحداث التي وقعت خلال عام 1915 في البرازيل.

## رياضة
- 1 يناير – بطولة كاريوكا 1915 الفائز نادي فلامنغو.

## مواليد

### يناير
- 5 يناير – هومبيرتو تيكسيرا موسيقي برازيلي.

### فبراير
- 20 فبراير – إلبا داليما لاعب كرة قدم برازيلي.
- 20 فبراير – لورا روسو
- 28 فبراير – بيتر مدور

### أبريل
- 20 أبريل – أورورا ميراندا

### يونيو
- 3 يونيو – أرجيميرو بينهيرو دا سيلفا لاعب كرة قدم برازيلي.

### أكتوبر
- 15 أكتوبر – أنطونيو هواييس كاتب ومُترجِم برازيلي.

### نوفمبر
- 27 نوفمبر – أدونياس فيليو روائي برازيلي.

## وفيات

### مارس
- 1 مارس – ريكاردو كيرك (مواليد 1874) ضابط برازيلي.

### سبتمبر
- 8 سبتمبر – بينهيرو ماتشادو (مواليد 1851) سياسي برازيلي.